# Зарядове спряження
| Симетрія у фізиці            | Симетрія у фізиці                 | Симетрія у фізиці            |
| Перетворення                 | Відповідна інваріантність         | Відповідний закон збереження |
| ---------------------------- | --------------------------------- | ---------------------------- |
| ⭥Трансляції часу             | Однорідність часу                 | …енергії                     |
| ⊠ C, P, CP і T-симетрії      | Ізотропність часу                 | …парності                    |
| ⭤ Трансляції простору        | Однорідність простору             | …імпульсу                    |
| ↺ Обертання простору         | Ізотропність простору             | …моменту імпульсу            |
| ⇆ Група Лоренца (бусти)      | Відносність Лоренц-коваріантність | …руху центра мас             |
| ~ Калібрувальне перетворення | Калібрувальна інваріантність      | …заряду                      |

Зарядове спря́ження — заміна знаків електричних зарядів усіх частинок фізичної системи на протилежні.
Інваріантність рівнянь руху відносно зарядового спряження називається C-симетрією або C-інваріантністю. Також використовується поняття «зарядова парність», за аналогією з операцією просторової парності.

## Зарядова парність нейтральних частинок
Потенціал електричного поля при заміні знаку зарядів змінює свій знак на протилежний. Тому нейтральні частинки фотони, кванти електромагнітного поля, називають частинками від'ємної зарядової спряженості.
Нейтральні частинки, поля яких не змінюють знаку при зарядовому спряженні, називаються частинками додатної зарядової спряженості.

## Формалізм
Розглянемо операцію {\displaystyle {\mathcal {C}}}, що перетворює частинку на її античастинку,
{\displaystyle {\mathcal {C}}\,|\psi \rangle =|{\bar {\psi }}\rangle .}
Нормалізація
{\displaystyle 1=\langle \psi |\psi \rangle =\langle {\bar {\psi }}|{\bar {\psi }}\rangle =\langle \psi |{\mathcal {C}}^{\dagger }{\mathcal {C}}|\psi \rangle ,}
вимагає унітарність {\displaystyle {\mathcal {C}}}:
{\displaystyle {\mathcal {C}}{\mathcal {C}}^{\dagger }=\mathbf {1} .}
Застосовуючи оператор {\displaystyle {\mathcal {C}}} двічі до частинки,
{\displaystyle {\mathcal {C}}^{2}|\psi \rangle ={\mathcal {C}}|{\bar {\psi }}\rangle =|\psi \rangle ,}
можна отримати {\displaystyle {\mathcal {C}}^{2}=\mathbf {1} } та {\displaystyle {\mathcal {C}}={\mathcal {C}}^{-1}}. Як наслідок,
{\displaystyle {\mathcal {C}}={\mathcal {C}}^{\dagger },}
тобто оператор зарядового спряження є ермітовим, відповідно, спостережуваним в експерименті.

### Власні значення
Для власних значень оператора зарядового спряження,
{\displaystyle {\mathcal {C}}\,|\psi \rangle =\eta _{C}\,|{\psi }\rangle }.
Так само як і з операцією парності, застосування {\displaystyle {\mathcal {C}}} двічі повертає частинку в її початковий стан,
{\displaystyle {\mathcal {C}}^{2}|\psi \rangle =\eta _{C}{\mathcal {C}}|{\psi }\rangle =\eta _{C}^{2}|\psi \rangle =|\psi \rangle }
таким чином лише власні значення {\displaystyle \eta _{C}=\pm 1} є дозволеними.

### Власні стани
Оскільки {\displaystyle {\mathcal {C}}|\psi \rangle } та {\displaystyle |\psi \rangle } мають ідентичні квантові числа, лише істинно нейтральні частинки — ті, у яких усі квантові числа та магнітний момент дорівнюють нулю — є власними станами оператора зарядової парності. Такими частинками є фотон, а також зв'язані стани частинок-античастинок, такі як нейтральний піон, ета-мезон, кварконій або позитроній.

## Системи кількох частинок
Для системи з кількох незалежних вільних частинок, зарядова парність дорівнює добутку зарядових парностей кожної з частинок. Якщо ж частинки перебувають у взаємодії, виникають додаткові компоненти.
У парі мезонів, що взаємодіють, є додатковий внесок від орбітального кутового моменту. Наприклад, для системи з двох піонів, π+ π− з орбітальним кутовим моментом L, перестановка π+ та π− віддзеркалює їх координати, що еквівалентно операції парності. При цьому, кутова частина просторової хвильової функції системи додає коефіцієнт (−1)L, де L є квантовим числом орбітального кутового моменту.
{\displaystyle {\mathcal {C}}\,|\pi ^{+}\,\pi ^{-}\rangle =(-1)^{L}\,|\pi ^{+}\,\pi ^{-}\rangle }.
У системі ферміона-антиферміона (як то кварк-антикварк), необхідно врахувати два додаткових множники: один виникає через те, що оператор зарядової парності змінює їх проєкції спіну на протилежні, а другий через перестановку ферміона та антиферміона.
{\displaystyle {\mathcal {C}}\,|f\,{\bar {f}}\rangle =(-1)^{L}(-1)^{S+1}(-1)\,|f\,{\bar {f}}\rangle =(-1)^{L+S}\,|f\,{\bar {f}}\rangle }
Зв'язані стани позначаються з допомогою спектроскопічної нотації 2S+1LJ (терми), де S — квантове число спіну, L — азимутальне квантове число (число орбітального кутового моменту) та J — квантове число повного моменту.
Наприклад, позитроній є зв'язаним станом електрона-позитрона. Парапозитроній та ортопозитроній відповідають станам 1S0 та 3S1.
- У стані зі спіном S = 0 проєкції спінів направлені в протилежні боки, а у стані з S = 1 вони паралельні. Відповідно, множинність стану, (2S+1), дорівнює 1 або 3
- Азимутальне квантове число L = 0 (спектроскопічна нотація стану — S)
- Орбітальне квантове число J = 0, 1
- C-парність ηC = (−1)L + S = +1, або −1, відповідно. Оскільки зарядова парність зберігається в електромагнітних взаємодіях, анігіляція позитронію у фотони (ηC(γ) = −1) має проходити таким чином:

|     | 1S0 | → | γ + γ       |  | 3S1 | → | γ + γ + γ          |
| ηC: | +1  | = | (−1) × (−1) |  | −1  | = | (−1) × (−1) × (−1) |

## Експериментальні підтвердження збереження зарядової парності
- Відсутність розпаду {\displaystyle \pi ^{0}\rightarrow 3\gamma }. Нейтральний піон, {\displaystyle \pi ^{0}}, найчастіше розпадається у два фотони, γ+γ. З цього можна визначити, що {\displaystyle \eta _{C}=(-1)^{2}=1}. Кожен додатковий γ додає множник –1 до загальної C-парності піона. Розпад у 3γ, таким чином, порушував би C-парність. Такий розпад не було знайдено[1].
- Симетрія розподілу подій на діаграмі Далітца в розпаді ета-мезонів у три піони, {\displaystyle \eta \rightarrow \pi ^{+}\pi ^{-}\pi ^{0}} також підтверджує збереження зарядової парності[2].

## Зарядова спряженість взаємодій
Закони електромагнітної, сильної і гравітаційної взаємодій інваріантні відносно операції зарядового спряження. Слабка взаємодія неінваріантна відносно операції зарядового спряження, так само як і відносно одночасної операції парності та зарядового спряження (див. Порушення CP-інваріантності). Усі чотири типи взаємодій інваріантні відносно одночасної зміни знаків заряду, напрямку просторових осей і напрямку плину часу (CPT-інваріантність).